# Edward Elgar
Sir Edward Elgar (Lower Broadheath, 2. lipnja 1857. – Worcester, 23. veljače 1934.) bio je jedan od najpoznatijih i najznačajnijih engleskih skladatelja u razdoblju kasnoga romantizma. Za razliku od suvremenika, Elgar se nije nadahnjivao engleskim folklorom ni engleskom glazbenom prošlošću, nego se u stvaralaštvu više oslanjao na vlastito glazbeno iskustvo i skladateljske uzore, posebice Schumanna, Brahmsa, Liszta, Wagnera i Richarda Straussa. Bio je uglavnom samouk: u mladosti je naučio svirati glasovir, violinu i fagot, a kao dirigent zborova i amaterskih instrumentalnih sastava rano je svladao tehniku vokalnog i orkestralnog sloga. Mnogi ga glazbeni znalci smatraju majstorom orkestracije, a njegova su djela i danas dijelom standardnoga programa uglednih svjetskih orkestara. Do ugleda je stigao postepeno, svraćajući na sebe pažnju engleske i međunarodne javnosti ponajprije svojim oratorijskim, a zatim i brojnim instrumentalnim djelima. Već od 1897. smatrali su ga dvorskim skladateljem: plemićki mu je naslov dodijeljen 1904., a dvadeset godina poslije i službeno je bio proglašen ravnateljem Kraljevske glazbe (engl. Master of the Kings Music).
Skladateljsku su mu slavu najviše priskrbile Varijacije na originalnu temu (Enigma-varijacije) i oratorij Gerontijev san (engl. The Dream of Gerontius). Od ostalih njegovih djela svakako valja spomenuti dvije simfonije, uvertiru Cockaigne, Koncert za violinu i orkestar, Koncert za violončelo i orkestar, simfonijsku studiju Falstaff te popularnu Serenadu za gudače.
Posljednja večer svjetski poznatih ljetnih promenadnih koncerata ozbiljne glazbe The BBC Proms, koji se svake godine od srpnja do rujna održavaju u londonskom Royal Albert Hallu, uvijek završava jednom od Elgarovih najpoznatijih skladba – Prigodnom i svečanom koračnicom op. 39 br. 1 (engl. Pomp & Circumstance March No. 1).

## Životopis
Edward Elgar rođen je u malom engleskom selu Lower Broadheath pokraj Worcestera. Njegov otac, William Henry Elgar (1821. – 1906.), odrastao je u lučkom gradu Doveru, a kao mladić je bio šegrt kod jednoga uglednoga glazbenog nakladnika u Londonu. Godine 1841. preselio se u Worcester, gdje je radio kao ugađač glasovira i uskoro otvorio vlastitu trgovinu muzikalijama. William Elgar je bio vrlo dobar violinist, a od 1846. do 1885. djelovao je i kao orguljaš u crkvi sv. Jurja (engl. St George's Church) u Worcesteru. Njegovom su zaslugom u sklopu tamošnjega Festivala triju zborova (engl. Three Choirs Festival) prvi puta bile izvedene mise Luigija Cherubinija i Johanna Nepomuka Hummela, prigodom kojih je i sam svirao u orkestru. 1848. William se oženio Ann Greening (1822. – 1902.), kćerkom lokalnog poljoprivrednika s kojom je imao sedmero djece. Edward je bio četvrto dijete u njihovoj obitelji. Neposredno prije njegova rođenja, Ann Elgar je prigrlila katoličanstvo pa je Edward, unatoč protivljenju njegova oca, kršten i odgojen kao katolik.
Supružnici Elgar su veliku pažnju pridavali glazbenom obrazovanju svoje djece, pa je tako Edward već kao osmogodišnjak učio svirati glasovir i violinu. Učio je i njemački jezik, nadajući se da će poslije završene osnovne škole studirati glazbu na Konzervatoriju u Leipzigu. Međutim, njegovi roditelji tada nisu bili u mogućnosti financirati mu studij u inozemstvu, pa je Edward počeo raditi kao pomoćnik u uredu lokalnoga javnog bilježnika. Budući da nije bio osobito oduševljen tom službom, napustio ju je poslije nekoliko mjeseci, odlučivši se ozbiljno posvetiti glazbi. Povremeno je pomagao u očevoj trgovini i zainteresirane privatno podučavao sviranju glasovira i violine. Godine 1877. postao je članom worčesterskoga kluba Glee – glazbenoga društva u kojem je kao pijanist po potrebi pratio pjevače, svirao violinu, skladao prigodnu glazbu te prerađivao djela drugih skladatelja za razne priredbe i koncerte, ali i prvi puta javno nastupio kao dirigent. Osnovao je i neuobičajeni puhački kvintet, u kojem je on često svirao fagot (osim fagota, u tom su sastavu bile još dvije flaute, oboa i klarinet): za taj je sastav obradio mnoge popularne skladbe Mozarta, Beethovena, Haydna i drugih poznatih skladatelja, usavršavajući tako i vlastito aranžersko i skladateljsko umijeće.
Svoje violinističko umijeće Elgar je usavršavao kod Adolfa Pollitzera prilikom kraćih boravaka u Londonu 1877. i 1878. Pollitzer je vjerovao da bi Edward mogao postati jednim od najboljih violinista u Engleskoj, ali čuvši u Londonu neke od vodećih violinista tog doba, Edward je ipak – možda i odveć samokritično – odustao od moguće solističke karijere. Iako je bio poprilično samozatajan, s vremenom se sve više uključivao u worčesterska kulturna i glazbena zbivanja. Tako je, svirajući u orkestrima, na festivalima u Worcesteru i Birminghamu sudjelovao u izvedbama 6. simfonije i liturgijske kantate Stabat Mater Antonína Dvořáka: Dvořák je osobno ravnao tim izvedbama, a za Elgara je to bilo značajno umjetničko iskustvo. 1879. postao je dirigentom komornoga orkestra u Powicku, mjestašcu 5 kilometara udaljenom od Worcestera. Osim redovitih proba s glazbenicima, Elgar je i za taj orkestar obrađivao mnoge popularne skladbe, jer se sastav orkestra često mijenjao. U to je vrijeme bio i profesor violine na worčesterskom Koledžu za slijepe i slabovidne (engl. Worcester College for the Blind Sons of Gentlemen).
1880. Edward je boravio u Parizu, a dvije godine poslije i u Leipzigu. U Parizu je u crkvi sv. Marije Magdalene (fr. L’église Sainte-Marie-Madeleine ili samo La Madeleine) slušao majstorsko orguljanje Camillea Saint-Saënsa te nazočio koncertima prvorazrednih orkestara. Pišući o svojim dojmovima iz Leipziga, 1882. je zabilježio: »Doista sam se naslušao glazbe omiljenog mi Schumanna, ali i Brahmsa, Wagnera i Antona Rubinsteina, tako da se nemam razloga ni na što žaliti.«
1885. Edward je od oca preuzeo službu orguljaša u crkvi sv. Jurja u Worcesteru. Godinu poslije počeo je umijeću sviranja violine privatno podučavati novu učenicu: Caroline Alice Roberts. Iako je bila osam godina starija od njega, Edward i Alice su se zavoljeli, te vjenčali 1889. Kao svojevrsni zaručnički dar, Edward je svojoj izabranici posvetio skladbu Salut d’Amour (Pozdrav ljubavi). Michael Kennedy, engleski pisac i Elgarov biograf, navodi »da je Aliceina obitelj bila užasnuta njenom namjerom da se uda za nepoznata glazbenika, trgovačkog pomoćnika i katolika, zbog čega su ju i razbaštinili.« Sve do smrti, Alice je predano brinula o Edwardovim poslovnim i društvenim obvezama te uvijek bila vjerna supruga i najiskrenija glazbena kritičarka. Na njezin poticaj preselili su u London, kako bi doista bili bliže aktualnim glazbenim zbivanjima. Edward se tada potpuno posvetio svom skladateljskom radu: njegove rane kantate Crni vitez i Kralj Olaf te oratorij Svjetlo života donijeli su mu prva i dugo željena priznanja kao skladatelju. Pravi uspjeh i popularnost postigao je tek 1899. orkestralnom skladbom Varijacije na originalnu temu (koju zbog njene zagonetne glazbene teme često nazivaju i Enigma-varijacijama), te godinu poslije oratorijem Gerontijev san (engl. The Dream of Gerontius).
Godine 1904. Elgaru je dodijeljen plemićki naslov. Uskoro je postao i profesorom Sveučilišta u Birminghamu i član uglednoga londonskoga kluba Garrick, u kojem su se okupljali mnogi poznati pisci, glumci, umjetnici i pravnici. 1907. slavni je Fritz Kreisler predložio Elgaru da za njega sklada violinski koncert. Tri godine poslije Elgar tu velebnu skladbu i dovršio: Koncert je praizveden 10. studenoga 1910. u dvorani Kraljevskoga filharmonijskoga društva (engl. Royal Philharmonic Society), a Kreislerovu je izvedbu – uz pratnju Londonskoga simfonijskoga orkestra pod ravnanjem skladatelja – publika prihvatila s velikim oduševljenjem. Nekoliko godina prije i tijekom Prvoga svjetskoga rata Elgar je skladao nekoliko izrazito domoljubnih djela, 1918. dovršio je Sonatu za violinu i Gudački kvartet te započeo Klavirski kvintet i Koncert za violončelo i orkestar. No te njegove skladbe, kao ni dvije simfonije ili Sonata za orgulje, nisu za njegova života ni približno ponovile uspjeh Koncerta za violinu i orkestar.
Godine 1920. umrla je Elgarova voljena supruga Alice: Edward je teško podnio njenu smrt te je, lišen njezine stalne podrške i inspiracije, gotovo sasvim izgubio volju za skladanjem. Osim toga, suvremenici i novi naraštaji glazbenika počeli su njegov skladateljski stil smatrati staromodnim. Unatoč tome, skladao je još nekoliko manjih djela, te 1924. i službeno bio proglašen ravnateljem Kraljevske glazbe (engl. Master of the Kings Music). 1931. dodijeljena mu je i plemićka titula Baronet od Broadheatha, a dvije godine poslije promaknut je i u Viteza velikoga križa Kraljevskoga viktorijanskoga reda (engl. Knight Grand Cross of the Royal Victorian Order). Nažalost, Elgar nije odveć dugo uživao u svim tim počastima, jer mu je 1933. otkriven neoperabilni rak debelog crijeva, od posljedica kojega je i umro 23. veljače 1934. u dobi od 76 godina.
Edward Elgar je bio prvi skladatelj koji je ozbiljno i sa zanimanjem prihvatio izum gramofona. U razdoblju od 1914. do 1925. u nekoliko je navrata ravnao izvedbama i tonskim snimanjima vlastitih djela. S vremenom je usavršavanje mikrofona omogućilo još kvalitetnije snimanje i bolju reprodukciju zvuka, pa je Elgar poslije 1925. nanovo snimio većinu svojih najznačajnijih skladba.

## Djela (izbor)

### Orkestralne skladbe i koncerti
- Froissart, koncertna uvertira op. 19 (1890.)
- Serenada za gudače u e-molu op. 20 (1888. – 1892.)
- Enigma, varijacije na originalnu temu op. 36 (1899.)
- Cockaigne (In London Town), koncertna uvertira op. 40 (1900. – 1901.)
- Pomp and Circumstance, svečane koračnice op. 39 (1901. – 1930.)
- In the South (Alassio), koncertna uvertira op. 50 (1903. – 1904.)
- Introdukcija i Allegro za gudače, op. 47 (1904. – 1905.)
- Simfonija br. 1 u As-duru, op. 55 (1907. – 1908.)
- Koncert za violinu i orkestar u h-molu, op. 61 (1909. – 1910.)
- Romanca u d-molu za fagot i orkestar, op. 62 (1910.)
- Simfonija br. 2 u Es-duru, op. 63 (1909. – 1911.)
- Falstaff, simfonijska studija op. 68 (1913.)
- Koncert za violončelo i orkestar u e-molu, op. 85 (1918. – 1919.)
- The Severn Suite za puhački orkestar,  op. 87 (1930.; 1932. transkribirano za simfonijski orkestar)

### Komorna glazba
- Romanca za violinu i glasovir, op. 1 (1878.)
- Salut d’Amour (Pozdrav ljubavi) za violinu i glasovir, op. 12 (1888.)
- Chanson de Nuit i Chanson de Matin (Noćna i Jutarnja pjesma) za violinu i glasovir, op. 15 br. 1 i 2 (1897./1899.)
- Sonata za orgulje u G-duru, op. 28
- Concert Allegro za glasovir, op. 46 (1901.; neobjavljeno)
- Sonata za violinu (i glasovir) u e-molu, op. 82 (1918.)
- Gudački kvartet u e-molu, op. 83 (1918.)
- Klavirski kvintet u a-molu, op. 84 (1918. – 1919.)

### Kantate i oratoriji
- The Black Knight (Crni vitez), simfonija/kantata za zbor i orkestar, op. 25 (1889. – 1892.)
- Scenes From The Saga Of King Olaf (Scene iz Priče o kralju Olafu), kantata za soliste (sopran, tenor, bas), zbor i orkestar, op. 30 (1896.)
- The Light of Life (Lux Christi) [Svjetlo života (Svjetlo Kristovo)], oratorij za soliste (sopran, alt, tenor, bas), zbor i orkestar, op. 29 (1896.)
- Caractacus, kantata za soliste (sopran, tenor, bariton, bas), zbor i orkestar, op. 35 (1897. – 1898.)
- The Dream of Gerontius (Gerontijev san), za soliste (mezzosopran, tenor, bas), zbor i orkestar, op. 38 (1899. – 1900.)
- The Apostles (Apostoli), oratorij za soliste (sopran, alt, tenor, 3 basa), zbor i orkestar, op. 49 (1902. – 1903.)
- The Kingdom (Kraljevstvo), oratorij za soliste (sopran, alt, tenor, bas), zbor i orkestar, op. 51 (1901. – 1906.)
- The Music Makers (Skladatelji), oda za alt ili mezzosopran, zbor i orkestar, op. 69 (1912.)

### Crkvena glazba
- Tri moteta: Ave verum corpus, Ave Maria i Ave Maris Stella, op. 2 (1887.)
- Te Deum i Benedictus, op. 34 (1897.)

### Transkripcije za orkestar
- J. S. Bach: Fantazija i fuga u c-molu, BWV 537 (op. 86, 1921. – 1922.)
- G. F. Händel: Uvertira u d-molu (Chandos Anthem: In the Lord put I my Trust, HWV247; 1923.)

## Vanjske poveznice

### Sestrinski projekti
|  | Zajednički poslužitelj ima još gradiva o temi Edward Elgar |

### Mrežna sjedišta
- The Elgar Society  Arhivirana inačica izvorne stranice od 1. veljače 2014. (Wayback Machine) (engl.)
- The Elgar Foundation and Birthplace Museum (engl.)
- The National Archive: »Elgar, Sir Edward William« (engl.)
- National Portrait Gallery: »Sir Edward Elgar, Bt.« (engl.)
- www.allmusic.com – Edward Elgar (životopis, skladbe, diskografija) (engl.)
- gutenberg.org / The Strand Magazine (No. LXXXI, 1905.) – Illustrated Interviews: Razgovor Rudolpha de Cordove i dr. Edwarda Elgara (engl.)
- Gresham College – Simon Mundy: predavanje »The Growing Significance of Elgar«, 29. lipnja 2007. (engl.)
- Open Directory Project: »Elgar, Edward, Sir« (engl.)
- International Music Score Library Project: Elgar, Edward (notna izdanja)
- Choral Public Domain Library: Edward Elgar (vokalne skladbe)
- Works by or about Edward Elgar – knjige o Edwardu Elgaru i partiture njegovih djela (engl.)
- Sir Edward Elgar – Život i djela (njem.)
- Find a Grave: Sir Edward William Elgar (engl.)